# بقعكفرا
بقاعكفرا هي قرية لبنانية من قرى قضاء بشري في محافظة الشمال.
تبتعد عن العاصمة بيروت: 110 كلم.
ترتفع عن سطح البحر: 1800 م.
تشتهر بلدة بقاعكفرا بأنها مسقط رأس القديس شربل.
بلدة بقاعكفرا هي أعلى بلدة مأهولة في الشرق الأوسط